# Hermann Hesse
Hermann Karl Hesse, ps. Emil Sinclair (ur. 2 lipca 1877 w Calw, zm. 9 sierpnia 1962 w Montagnoli w kantonie Ticino) – niemiecki prozaik, poeta i eseista o poglądach pacyfistycznych. Okazjonalnie również rysownik i malarz.
Laureat Nagrody Nobla w dziedzinie literatury w 1946 r. Z uzasadnienia jury otrzymał ją „za inspirującą twórczość, która w swoim rozwoju ku śmiałości i głębi reprezentuje zarówno klasyczne ideały humanisty, jak i wysokie wartości stylu”, za „szlachetnie podniosłą i różnorodną poezję, która zawsze wyróżniała się świeżością natchnienia i rzadko spotykaną czystością ducha”, a także za „talent epicki i dramatyczny”.
Autor powieści o kontekście egzystencjalnym, nawiązujących do filozofii buddyjskiej oraz psychoanalizy, których tematem jest zazwyczaj samotne poszukiwanie harmonii i głębi duchowej w skłóceniu ze społeczeństwem (Wilk stepowy, Siddhartha). W opinii Tomasza Manna jego twórczość należy do „szczytowych i najczystszych dokonań naszej epoki”.

## Życiorys
Urodził się 2 lipca 1877 w miasteczku Calw w Wirtembergii jako drugie dziecko Johannesa Hessego i Marii Hesse z domu Gundert. Po latach sam tak opisywał swój rodzinny dom: „Tu modlono się i czytano Biblię, studiowano i uprawiano filozofię indyjską, tu grano wiele dobrej muzyki, tu wiedziano o istnieniu Buddy i Laozi, przyjmowano gości z wielu krajów (...), karmiono ubogich i święcono święta, tu blisko siebie przebywała wiedza i baśń. (...) Był to świat zdecydowanie niemiecki i protestancki, ale z perspektywą otwartą na całą ziemię, i był to świat zupełnie inny, zgodny w sobie i zdrowy”. Pisarz od dzieciństwa miał zatem styczność ze światopoglądem Dalekiego Wschodu; jego dziadek Hermann Gundert był ponadto indologiem, swego czasu misjonarzem w Indiach.

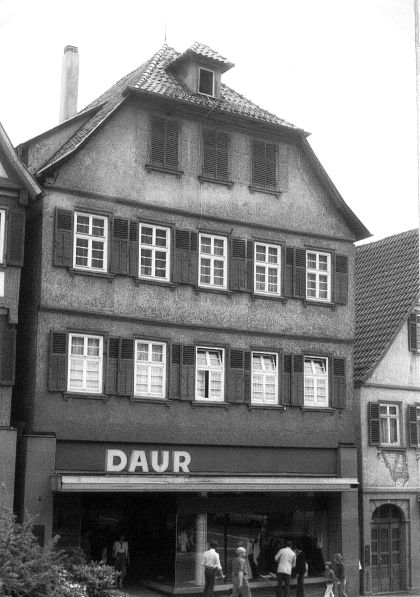
Dom Hessego w Calw

Dzieciństwo Hesse spędził w rodzinnym Calw oraz w Bazylei. W latach 1890–1891 pobierał nauki w gimnazjum, a następnie wstąpił do seminarium teologii protestanckiej w Maulbronn. Jak wnioskują biografowie, pobyt w nim był dla przyszłego pisarza traumatycznym przeżyciem, mimo iż listy wysyłane do matki świadczyły z początku o czymś zupełnie innym. W marcu 1892 Hesse bez żadnego wyraźnego powodu uciekł z Maulbronn, wskutek czego został ukarany i wydalony z seminarium. Następnie przebywał w Bad Boll u znajomego teologa-egzorcysty; pobyt ten zakończył się jednak nieudaną próbą samobójczą. Pod koniec 1892 roku uczęszczał do gimnazjum w Cannstatt, obecnie części Stuttgartu. W 1893 roku zdał egzamin roczny, który zakończył jego naukę. W tym samym roku zaczął spędzać czas ze starszymi towarzyszami i zaczął pić i palić.
W latach I wojny światowej pisarz głośno występował przeciw agresji militarnej państw, nakłaniając do humanizmu i poszanowania godności człowieka. Znalazł jednak niewielu zwolenników, spośród których należy przede wszystkim wymienić noblistę Romain Rollanda, a w kraju ogłoszono go zdrajcą narodu niemieckiego. W tym czasie zajął się też udzielaniem pomocy jeńcom wojennym.
Po zakończeniu wojny Hesse popadł w kolejny kryzys osobowościowy, który skierował go w stronę psychoanalizy. Zetknięcie z teoriami Zygmunta Freuda, a także Carla Gustava Junga miało również znaczący wpływ na jego dalszą twórczość literacką. Wskutek pogłębiających się melancholii i depresji oraz problemów małżeńskich poddał się ostatecznie psychoterapii u doktora B. Langa (ucznia samego Junga) w klinice „Sonnmatt” koło Lucerny. Wynikiem tych przeżyć są powieści Narcyz i Złotousty, Demian, a także Wilk stepowy, w których wpływ psychoanalizy jest szczególnie widoczny. W dziełach pisarza szczególnie odznaczają się też motywy zaczerpnięte z kultury indyjskiej, zwłaszcza wpływ miejscowych religii – hinduizmu i buddyzmu.
Głośno potępiał niemiecki nacjonalizm i militaryzm, za co niemiecka prasa okrzyknęła go zdrajcą. W 1919 osiadł w Ticino w Szwajcarii, gdzie po dojściu do władzy Hitlera ukrywał m.in. Tomasza Manna i Martina Bubera. Po wojnie odmówił powrotu do Niemiec na stałe. W latach późniejszych krytykował niemieckie społeczeństwo za brak odpowiedzialności za hitlerowskie zbrodnie.
Jedną z żon pisarza (był żonaty trzy razy) była Maria Bernoulli ze sławnej rodziny matematyków Bernoulli.
W 1962 roku Hesse zmarł na atak serca w wieku 85 lat.

## Twórczość

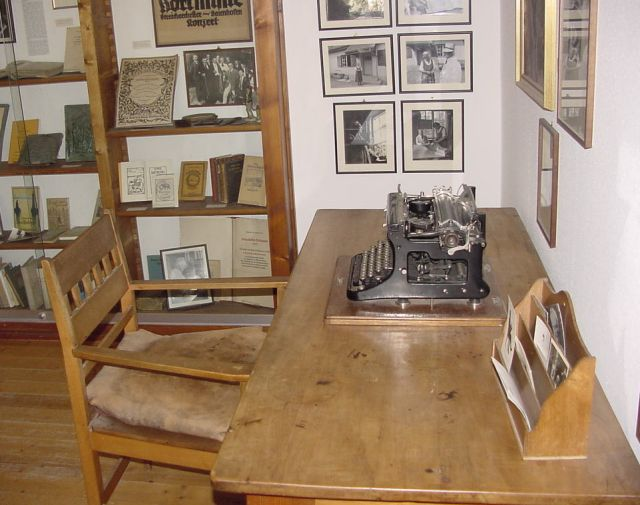
Biurko i maszyna do pisania w muzeum w Gaienhofen

W opublikowanej w 1904 na pół autobiograficznej powieści Peter Camenzind Hesse wyraźnie określił zarówno swoje dotychczasowe dążenia literackie, jak i przyszły program.

...Pragnąłem w utworze większych rozmiarów przybliżyć dzisiejszym ludziom wielkie, nieme życie przyrody i zachęcić do pokochania go. Chciałem nauczyć ich wsłuchiwać się w tętno ziemi, brać udział w życiu całej przyrody, aby w natłoku swych małych losów nie zapomnieli, że nie jesteśmy bogami stworzonymi przez nas samych, tylko dziećmi i cząstkami ziemi i całego kosmosu (...) Ale chciałem też nauczyć ludzi szukania źródeł radości i życia w bratniej miłości do przyrody; chciałem głosić sztukę patrzenia, wędrowania, rozkoszowania się rzeczywistością (...) Chciałem wam opowiedzieć, jaki złoty korowód niezapomnianych rozkoszy ja, samotnik i mizantrop, znalazłem na tym świecie, i pragnąłem, żebyście wy, którzy może jesteście szczęśliwsi i weselsi ode mnie, z jeszcze większą radością odkrywali ten świat.

Doświadczenie literackie w ciągu całej drogi twórczej Hessego obejmowało poezję oraz prozę, przeważnie o charakterze autobiograficznym, stanowiących niejako „summę” osobistych doświadczeń pisarza (np. zetknięcie się z psychoanalizą owocujące w Wilku stepowym albo doświadczenie rozpadu małżeństwa w Rosshalde). Niewielką część dorobku noblisty stanowią szkice literackie (Księga obrazów) oraz fabularyzowane eseje (fragmenty Gry szklanych paciorków).

### Wczesna twórczość. Poezja
Pierwszym opublikowanym utworem Hessego był wiersz Madonna, który ukazał się w piątym numerze „pisma o sztuce poetyckiej i krytyce” – „Deutsches Dichterheim” w 1896. W następnych latach na łamach pisma pojawiały się również inne próbki liryczne przyszłego noblisty.
Swoją właściwą karierę pisarską Hesse zaczął od drukowania niskonakładowych tomików wierszy inspirowanych romantyczną literaturą niemiecką XIX wieku, zwłaszcza spod znaku takich autorów jak Johann Wolfgang Goethe, Jean Paul i Friedrich Hölderlin. Jego twórczość z tego okresu charakteryzował silny związek z modernizmem, kult estetyzmu, zainteresowanie muzyczną stroną wiersza oraz kontemplacja przyrody, typowe dla nastrojów fin de siècle’u. Poezja ta na długie lata zaważyła na postrzeganiu Hessego jako neoromantyka. Wiersze z tej wczesnej twórczości wydane zostały w Dreźnie w 1898 (nakład zaledwie 600 egzemplarzy) pod tytułem Romantyczne pieśni (Romantische Lieder). Jak wyznał autor wkrótce po ukazaniu się książki: „Traktuję je jako zakończenie pewnego okresu, który na moją przyszłą twórczość nie będzie miał wpływu”. W 1901 opublikował anonimowo kolejny zbiorek poezji – Pisma i wiersze pozostałe po Hermannie Lauscherze (Hinterlassene Schriften und Gedichte von Hermann Lauscher), który w 1907 ukazał się w formie uzupełnionej. Od czasu publikacji tego zbioru twórca na długo zarzucił pisanie poezji na rzecz prozy.
W późniejszym czasie jego trzynaście nowych wierszy weszło w skład powieści Gra szklanych paciorków (1943). Wpisujące się w fabułę utwory asygnowane zostały jako Wiersze ucznia i studenta [Józefa Knechta], reprezentując tym samym typ liryki maski oraz poezji refleksyjno-filozoficznej utrzymanej w tendencji klasycystycznej. Wiersze te nawiązują do myśli buddyzmu, niosą ideał samodoskonalenia duchowego, stanowią rozrachunek z kulturą i humanizmem (znamienny wydaje się fakt, iż powstały w trakcie II wojny światowej).
Piękno ułudnych marzeń sen swój śni,

Zwiewne, w zarysach tak czyste i jasne,

Lecz pod gładką powierzchnią płonie w głębi blaskiem

Tęsknoty do ciemności, barbarzyństwa, krwi.
W Wierszach ucznia i studenta autor przełamuje nihilizm naznaczonej kryzysem duchowym współczesności XX wieku; po czasach upadku wartości głosi ideał powrotu do antycznej harmonii, wieszcząc nadejście epoki filozofów i magicznych znaków.

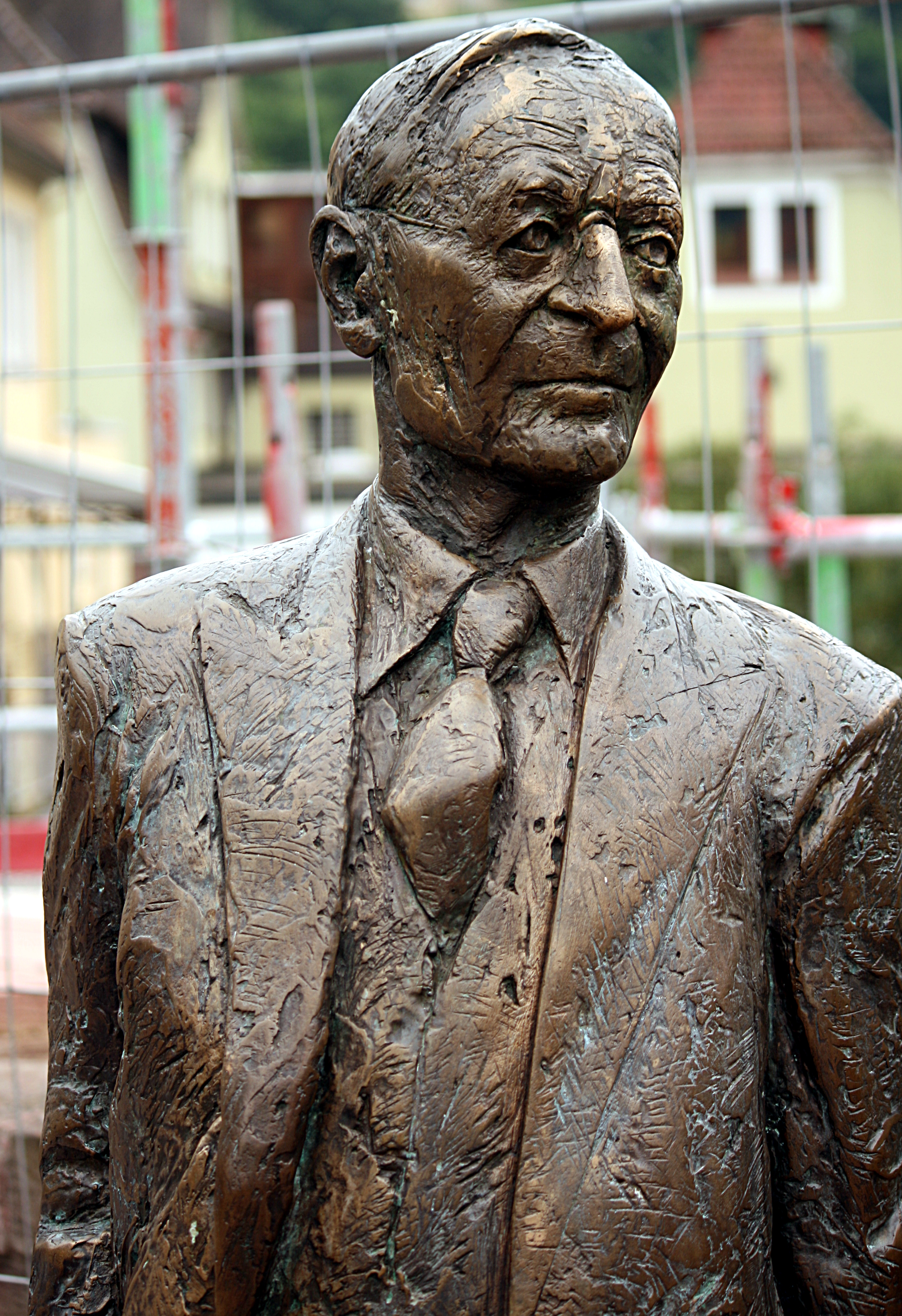
Pomnik pisarza w Calw

## Publikacje
- Madonna (1896)
- Romantyczne pieśni (1899)
- Godzina po północy (1899)
- Pisma i wiersze pozostałe po Hermanie Lauscherze (1901)
- Peter Camenzind (1904)
- Pod kołami / Wyższy świat (Unterm Rad, 1906)
- Doczesność
- Sąsiedzi
- Manowce
- Gertruda (Gertrud, 1910)
- W drodze
- Rosshalde (1913)
- Przyjaciele, nie tym tonem (1914)
- Trzy opowieści z życia Knulpa (1915)
- Artysta i psychoanaliza (1918)
- Demian (Demian, 1919)
- Spojrzenie w chaos (1920)
- Klingsors letzter Sommer (1920)
- Siddhartha (1922)
- Kuracjusz: notatki z kuracji w Baden (1923)
- Podróż norymberska (1926)
- Wilk stepowy (Der Steppenwolf, 1927)
- Narcyz i Złotousty (Narziss und Goldmund, 1930)
- Podróż na Wschód (Die Morgenlandfahrt, 1930–1931)
- Kartki ze wspomnień (Gedenkblätter, 1937)
- Gra szklanych paciorków (Das Glasperlenspiel, 1943)
- Podróże senne (Traumfährte, 1945)
- Dzieciństwo czarodzieja i inne prozy autobiograficzne (wydawnictwo pośmiertne), Warszawa 2003, Wydawnictwo SIC! s.c. ISBN 83-88807-36-6.

## Wpływ i inspiracje
W latach 60. XX wieku twórczość Hessego zyskała szczególną popularność wśród młodzieży z pokolenia hippisów.
W 1948 Richard Strauss skomponował Cztery ostatnie pieśni (Vier letzte Lieder), z których trzy są utworami do tekstów Hermanna Hessego.

## Upamiętnienie
Muzea poświęcone pisarzowi znajdują się m.in. w rodzinnym Calw, w Gaienhofen i w szwajcarskim Montagnola.

## Literatura
- Gunnar Decker: Hermann Hesse. Wędrowiec i jego cień. Przeł. Eliza Borg i Maria Przybyłowska. Warszawa: Świat Książki, 2014